# قائمة رؤساء وزراء نيبال
رئيس وزراء نيبال (بالنيبالية: नेपालको प्रधानमन्त्री) هو رئيس حكومة نيبال. رئيس الوزراء هو رئيس مجلس وزراء نيبال والمستشار الرئيسي لرئيس نيبال. هو عضو في مجلس النواب وهو أعلى مسؤول اتحادي في الحكومة.

## رؤساء حكوماتمملكة نيبال(1768–2008)

### قبل 1800
| No. | الصورة                            | الاسم (الميلاد–الوفاة)            | فترة الحكم   | فترة الحكم | اللقب              | الملك (الفترة)              |
| No. | الصورة                            | الاسم (الميلاد–الوفاة)            | استلم المنصب | ترك المنصب | اللقب              | الملك (الفترة)              |
| --- | --------------------------------- | --------------------------------- | ------------ | ---------- | ------------------ | --------------------------- |
| 1   |                                   | فامشارج باندي (1739–1785)         | ق. 1776      | ق. 1779    | ديوان              | براتاب سينغ شاه (1751–1777) |
| 2   |                                   | سواروب سينغ كاركي (1751–1785)     | ق. 1776      | ق. 1777    | ديوان              | براتاب سينغ شاه (1751–1777) |
| 3   |                                   | ساربجيت رنا ماغار (1750–1778)     | ق. 1777      | ق. 1778    | كاجي/ملكاجي        | رنا بهادر شاه (1775–1806)   |
| (1) |                                   | فامشارج باندي (1739–1785)         | ق. 1782      | ق. 1785    | ديوان/مانتري–ناياك | رنا بهادر شاه (1775–1806)   |
| 4   |                                   | أبهميمان سينغ باسنيات (1744–1800) | ق. 1785      | ق. 1794    | ملكاجي             | رنا بهادر شاه (1775–1806)   |
| —   |                                   | بهادر شاه (1757–1797)             | ق. 1785      | ق. 1794    | مول–شوتاريا        | رنا بهادر شاه (1775–1806)   |
| 5   |                                   | كيرتيمان سينغ باسنيات (1760–1801) | ق. 1794      | ق. 1801    | ملكاجي             | رنا بهادر شاه (1775–1806)   |
| 5   | جرفان يودا بيكرام شاه (1799–1816) | كيرتيمان سينغ باسنيات (1760–1801) | ق. 1794      | ق. 1801    | ملكاجي             |                             |
| 6   |                                   | باختوار سينغ باسنيات (1759–1840)  | ق. 1801      | ق. 1803    | ملكاجي             |                             |

### عهد توسع الشاه وقبل عهد رنا
| No. | الصورة                          | الاسم (الميلاد–الوفاة)                     | فترة الحكم   | فترة الحكم     | الملك (الفترة)                     |
| No. | الصورة                          | الاسم (الميلاد–الوفاة)                     | استلم المنصب | ترك المنصب     | الملك (الفترة)                     |
| --- | ------------------------------- | ------------------------------------------ | ------------ | -------------- | ---------------------------------- |
| 1   |                                 | دامودار باندي (1752–1804)                  | فبراير 1803  | مارس 1804      | جيرفان يودا بيكرام شاه (1799–1816) |
| —   |                                 | رنا بهادر شاه (1775–1806)                  | 1804         | 26 أبريل 1806  | جيرفان يودا بيكرام شاه (1799–1816) |
| 2   |                                 | بهيمسن ثابا (1775–1839)                    | 1806         | يوليو 1837     | جيرفان يودا بيكرام شاه (1799–1816) |
| 2   | راجيندرا بيكرام شاه (1816–1847) | بهيمسن ثابا (1775–1839)                    | 1806         | يوليو 1837     |                                    |
| 3   |                                 | رنا جانغ باندي (1789–1843) المرة الأولى    | 1837         | 1837           |                                    |
| 4   |                                 | رانجا ناث بوديال (1773–1846) المرة الأولى  | أكتوبر 1837  | أغسطس 1838     |                                    |
| 5   |                                 | شوتاريا بوشكار شاه (1784–1846)             | أكتوبر 1838  | 1839           |                                    |
| (3) |                                 | رنا جانغ باندي (1789–1843) المرة الثانية   | أبريل 1839   | 1840           |                                    |
| (4) |                                 | رانجا ناث بوديال (1773–1846) المرة الثانية | 1840         | 1840           |                                    |
| 6   |                                 | فاتح جونغ شاه (1805–1846) المرة الأولى     | نوفمبر 1840  | يناير 1843     |                                    |
| 7   |                                 | ماثابار سينغ ثابا (1798–1845)              | نوفمبر 1843  | 17 مايو 1845   |                                    |
| (6) |                                 | فاتح جونغ شاه (1805–1846) المرة الثانية    | سبتمبر 1845  | 14 سبتمبر 1846 |                                    |

### رؤساء الوزراء فيعهد رنا(1846–1951)
| No. | الصورة                               | الاسم (الميلاد–الوفاة)                         | فترة الحكم     | فترة الحكم             | فترة الحكم | الملك (الفترة)                  |
| No. | الصورة                               | الاسم (الميلاد–الوفاة)                         | استلم المنصب   | ترك المنصب             | الأيام     | الملك (الفترة)                  |
| --- | ------------------------------------ | ---------------------------------------------- | -------------- | ---------------------- | ---------- | ------------------------------- |
| 8   |                                      | جونغ بهادور رانا (1816–1877) المرة الأولى      | 15 سبتمبر 1846 | 1 أغسطس 1856           | 3608       | سوريندرا بيكرام شاه (1847–1881) |
| 9   |                                      | بام بهادور كونوار (1818–1857)                  | 1 أغسطس 1856   | 25 مايو 1857           | 297        | سوريندرا بيكرام شاه (1847–1881) |
| —   |                                      | كريشنا بهادور كونوار رانا (1823–1863) بالوكالة | 25 مايو 1857   | 28 يونيو 1857          | 34         | سوريندرا بيكرام شاه (1847–1881) |
| (8) |                                      | جونغ بهادور رانا (1816–1877) المرة الثانية     | 28 يونيو 1857  | 25 فبراير 1877         | 7182       | سوريندرا بيكرام شاه (1847–1881) |
| 10  |                                      | رانوديب سينغ كونوار (1825–1885)                | 27 فبراير 1877 | 22 نوفمبر 1885 (مخلوع) | 3192       | سوريندرا بيكرام شاه (1847–1881) |
| 10  | بريثفي بير بيكرام شاه (1881–1911)    | رانوديب سينغ كونوار (1825–1885)                | 27 فبراير 1877 | 22 نوفمبر 1885 (مخلوع) | 3192       |                                 |
| 11  |                                      | بير شومشر جونغ بهادور رنا (1852–1901)          | 22 نوفمبر 1885 | 5 مارس 1901            | 5581       |                                 |
| 12  |                                      | ديف شومشر جونغ بهادور رانا (1862–1914)         | 5 مارس 1901    | 27 يونيو 1901          | 114        |                                 |
| 13  |                                      | شاندرا شومشر جونغ بهادور رنا (1863–1929)       | 27 يونيو 1901  | 26 نوفمبر 1929         | 10379      |                                 |
| 13  | تريبهوفان بير بيكرام شاه (1911–1955) | شاندرا شومشر جونغ بهادور رنا (1863–1929)       | 27 يونيو 1901  | 26 نوفمبر 1929         | 10379      |                                 |
| 14  |                                      | بهيم شومشر جونغ بهادور رنا (1865–1932)         | 26 نوفمبر 1929 | 1 سبتمبر 1932          | 1010       |                                 |
| 15  |                                      | جودها شومشر جونغ بهادور رنا (1875–1952)        | 1 سبتمبر 1932  | 29 نوفمبر 1945         | 4837       |                                 |
| 16  |                                      | بادما شومشر جونغ بهادور رنا (1882–1961)        | 29 نوفمبر 1945 | 30 أبريل 1948          | 883        |                                 |
| 17  |                                      | موهان شومشر جونغ بهادور رنا (1885–1967)        | 30 أبريل 1948  | 12 نوفمبر 1951         | 1291       |                                 |

### رؤساء الوزراء خلال الفترة الانتقالية (1951–1960)
| No.                                 | No.  | الصورة                                                                    | الاسم (الميلاد–الوفاة)                                   | فترة الحكم             | فترة الحكم    | فترة الحكم | الانتخابات        | الحزب                   | الوزارة         | الملك (الفترة)                       |
| No.                                 | No.  | الصورة                                                                    | الاسم (الميلاد–الوفاة)                                   | استلم المنصب           | ترك المنصب    | الأيام     | الانتخابات        | الحزب                   | الوزارة         | الملك (الفترة)                       |
| ----------------------------------- | ---- | ------------------------------------------------------------------------- | -------------------------------------------------------- | ---------------------- | ------------- | ---------- | ----------------- | ----------------------- | --------------- | ------------------------------------ |
|                                     | 18   |                                                                           | ماتريكا براساد كويرالا (1912–1997) المرة الأولى          | 16 نوفمبر 1951         | 14 أغسطس 1952 | 272        | —                 | المؤتمر النيبالي        | كويرالا الأولى  | تريبهوفان بير بيكرام شاه (1911–1955) |
| —                                   | —    |                                                                           | الحكم المباشر للملك تريبهوفان بير بيكرام شاه (1906–1955) | 14 أغسطس 1952          | 15 يونيو 1953 | 305        | —                 | —                       | —               | تريبهوفان بير بيكرام شاه (1911–1955) |
|                                     | (18) |                                                                           | ماتريكا براساد كويرالا (1912–1997) المرة الثانية         | 15 يونيو 1953          | 11 أبريل 1955 | 668        | —                 | حزب راستريا براجا       | كويرالا الثانية | تريبهوفان بير بيكرام شاه (1911–1955) |
| ماهيندرا بير بيكرام شاه (1955–1972) | (18) |                                                                           | ماتريكا براساد كويرالا (1912–1997) المرة الثانية         | 15 يونيو 1953          | 11 أبريل 1955 | 668        | —                 | حزب راستريا براجا       | كويرالا الثانية |                                      |
| —                                   |      | سوريا بهادور ثابا (1928–2015) بالوكالة                                    | 11 أبريل 1955                                            | 14 أبريل 1955          | 3             | –          | —                 | حزب راستريا براجا       |                 |                                      |
| —                                   | —    |                                                                           | الحكم المباشر للملك ماهيندرا بير بيكرام شاه (1920–1972)  | 14 أبريل 1955          | 27 يناير 1956 | 288        | —                 | —                       | —               |                                      |
|                                     | 19   |                                                                           | تانكا براساد أشاريا (1912–1992)                          | 27 يناير 1956          | 26 يوليو 1957 | 546        | —                 | نيبال براجا باريشاد     | تانكا أشاريا    |                                      |
|                                     | 20   |                                                                           | كونوار إنديرجيت سينغ (1906–1982)                         | 26 يوليو 1957          | 15 مايو 1958  | 293        | —                 | الحزب الديمقراطي المتحد | كونوار سينغ     |                                      |
|                                     | 21   |                                                                           | سوبارنا شومشر رنا (1910–1977)                            | 15 مايو 1958           | 27 مايو 1959  | 377        | —                 | المؤتمر النيبالي        | –               |                                      |
| 22                                  |      | بيشويشوار براساد كويرالا (1914–1982) نائب عن منطقة مورانج–بيراتناغار ويست | 27 مايو 1959                                             | 15 ديسمبر 1960 (مخلوع) | 568           | 1959       | بيشويشوار كويرالا | المؤتمر النيبالي        |                 |                                      |

### رؤساء الوزراء في عهدالبانشایات(1960–1990)
| No.  | الصورة                              | الاسم (الميلاد–الوفاة)                                  | فترة الحكم     | فترة الحكم     | فترة الحكم | الملك (الفترة)                      |
| No.  | الصورة                              | الاسم (الميلاد–الوفاة)                                  | استلم المنصب   | ترك المنصب     | الأيام     | الملك (الفترة)                      |
| ---- | ----------------------------------- | ------------------------------------------------------- | -------------- | -------------- | ---------- | ----------------------------------- |
| —    |                                     | الحكم المباشر للملك ماهيندرا بير بيكرام شاه (1920–1972) | 15 ديسمبر 1960 | 2 أبريل 1963   | 838        | ماهيندرا بير بيكرام شاه (1955–1972) |
| 23   |                                     | تولسي جيري (1926–2018) المرة الأولى                     | 2 أبريل 1963   | 23 ديسمبر 1963 | 265        | ماهيندرا بير بيكرام شاه (1955–1972) |
| 24   |                                     | سوريا بهادور ثابا (1928–2015) المرة الأولى              | 23 ديسمبر 1963 | 26 فبراير 1964 | 65         | ماهيندرا بير بيكرام شاه (1955–1972) |
| (23) |                                     | تولسي جيري (1926–2018) المرة الثانية                    | 26 فبراير 1964 | 26 يناير 1965  | 335        | ماهيندرا بير بيكرام شاه (1955–1972) |
| (24) |                                     | سوريا بهادور ثابا (1928–2015) المرة الثانية             | 26 يناير 1965  | 7 أبريل 1969   | 1532       | ماهيندرا بير بيكرام شاه (1955–1972) |
| 25   |                                     | كيرتي نيدهي بيستا (1927–2017) المرة الأولى              | 7 أبريل 1969   | 13 أبريل 1970  | 371        | ماهيندرا بير بيكرام شاه (1955–1972) |
| –    |                                     | جيهيندرا بهادور راجبانداري (1923–1994) بالوكالة         | 13 أبريل 1970  | 14 أبريل 1971  | 366        | ماهيندرا بير بيكرام شاه (1955–1972) |
| (25) |                                     | كيرتي نيدهي بيستا (1927–2017) المرة الثانية             | 14 أبريل 1971  | 16 يوليو 1973  | 794        | ماهيندرا بير بيكرام شاه (1955–1972) |
| (25) | بيريندرا بير بيكرام شاه (1972–2001) | كيرتي نيدهي بيستا (1927–2017) المرة الثانية             | 14 أبريل 1971  | 16 يوليو 1973  | 794        |                                     |
| 26   |                                     | ناجيندرا براساد ريجال (1927–1994) المرة الأولى          | 16 يوليو 1973  | 1 ديسمبر 1975  | 898        |                                     |
| (23) |                                     | تولسي جيري (1926–2018) المرة الثالثة                    | 1 ديسمبر 1975  | 12 سبتمبر 1977 | 651        |                                     |
| (25) |                                     | كيرتي نيدهي بيستا (1927–2017) المرة الثالثة             | 12 سبتمبر 1977 | 30 مايو 1979   | 625        |                                     |
| (24) |                                     | سوريا بهادور ثابا (1928–2015) المرة الثالثة             | 30 مايو 1979   | 12 يوليو 1983  | 1504       |                                     |
| 27   |                                     | لوكيندرا بهادور تشاند (مواليد 1940) المرة الأولى        | 12 يوليو 1983  | 21 مارس 1986   | 983        |                                     |
| (26) |                                     | ناجيندرا براساد ريجال (1927–1994) المرة الثانية         | 21 مارس 1986   | 15 يونيو 1986  | 86         |                                     |
| 28   |                                     | ماريش مان سينغ شريستا (1942–2013)                       | 15 يونيو 1986  | 6 أبريل 1990   | 1391       |                                     |
| (27) |                                     | لوكيندرا بهادور تشاند (مواليد 1940) المرة الثانية       | 6 أبريل 1990   | 19 أبريل 1990  | 13         |                                     |

### رؤساء الوزراء خلال الملكية الدستورية (1990–2008)
| No.  | No.                                  | الصورة                                                            | الاسم (الميلاد–الوفاة)                                             | فترة الحكم     | فترة الحكم            | فترة الحكم | الانتخابات | الحزب                                               | الملك (الفترة)                      |
| No.  | No.                                  | الصورة                                                            | الاسم (الميلاد–الوفاة)                                             | استلم المنصب   | ترك المنصب            | الأيام     | الانتخابات | الحزب                                               | الملك (الفترة)                      |
| ---- | ------------------------------------ | ----------------------------------------------------------------- | ------------------------------------------------------------------ | -------------- | --------------------- | ---------- | ---------- | --------------------------------------------------- | ----------------------------------- |
|      | 29                                   |                                                                   | كريشنا براساد بهاتاري (1924–2011) المرة الأولى                     | 19 أبريل 1990  | 26 مايو 1991          | 402        | —          | المؤتمر النيبالي                                    | بيريندرا بير بيكرام شاه (1972–2001) |
| 30   |                                      | جيريجا براساد كويرالا (1924–2010) نائب عن مورانغ 1 المرة الأولى   | 26 مايو 1991                                                       | 30 نوفمبر 1994 | 1284                  | 1991       |            | المؤتمر النيبالي                                    | بيريندرا بير بيكرام شاه (1972–2001) |
|      | 31                                   |                                                                   | مان موهان أدهيكاري (1920–1999) نائب عن كاتماندو 3                  | 30 نوفمبر 1994 | 12 سبتمبر 1995        | 286        | 1994       | الحزب الشيوعي النيبالي (الماركسي - اللينيني الموحد) | بيريندرا بير بيكرام شاه (1972–2001) |
|      | 32                                   |                                                                   | شير بهادور ديوبا (مواليد 1946) نائب عن دادلدورا 1 المرة الأولى     | 12 سبتمبر 1995 | 12 مارس 1997          | 547        | 1994       | المؤتمر النيبالي                                    | بيريندرا بير بيكرام شاه (1972–2001) |
|      | (27)                                 |                                                                   | لوكيندرا بهادور تشاند (مواليد 1940) نائب عن بيتادي 2 المرة الثالثة | 12 مارس 1997   | 7 أكتوبر 1997         | 209        | 1994       | حزب راستريا براجاتانترا (تشاند)                     | بيريندرا بير بيكرام شاه (1972–2001) |
|      | (24)                                 |                                                                   | سوريا بهادور ثابا (1928–2015)نائب عن دنكوتا 2 المرة الرابعة        | 7 أكتوبر 1997  | 15 أبريل 1998         | 190        | 1994       | حزب راستريا براجاتانترا                             | بيريندرا بير بيكرام شاه (1972–2001) |
|      | (30)                                 |                                                                   | جيريجا براساد كويرالا (1924–2010) نائب عن مورانغ 1 المرة الثانية   | 15 أبريل 1998  | 31 مايو 1999          | 411        | 1994       | المؤتمر النيبالي                                    | بيريندرا بير بيكرام شاه (1972–2001) |
| (29) |                                      | كريشنا براساد بهاتاري (1924–2011) نائب عن بارسا 1 المرة الثانية   | 31 مايو 1999                                                       | 22 مارس 2000   | 296                   | 1999       |            | المؤتمر النيبالي                                    | بيريندرا بير بيكرام شاه (1972–2001) |
| (30) |                                      | جيريجا براساد كويرالا (1924–2010) نائب عن سونساري 5 المرة الثالثة | 22 مارس 2000                                                       | 26 يوليو 2001  | 491                   | 1999       |            | المؤتمر النيبالي                                    | بيريندرا بير بيكرام شاه (1972–2001) |
| (30) | جيانيندرا بير بيكرام شاه (2001–2008) | جيريجا براساد كويرالا (1924–2010) نائب عن سونساري 5 المرة الثالثة | 22 مارس 2000                                                       | 26 يوليو 2001  | 491                   | 1999       |            | المؤتمر النيبالي                                    |                                     |
| (32) |                                      | شير بهادور ديوبا (مواليد 1946) نائب عن دادلدورا 1 المرة الثانية   | 26 يوليو 2001                                                      | 4 أكتوبر 2002  | 435                   | 1999       |            | المؤتمر النيبالي                                    |                                     |
| —    | —                                    |                                                                   | الحكم المباشر للملك جيانيندرا بير بيكرام شاه (مواليد 1947)         | 4 أكتوبر 2002  | 11 أكتوبر 2002        | 7          | —          | —                                                   |                                     |
|      | (27)                                 |                                                                   | لوكيندرا بهادور تشاند (مواليد 1940) المرة الرابعة                  | 11 أكتوبر 2002 | 5 يونيو 2003          | 237        | —          | حزب راستريا براجاتانترا                             |                                     |
|      | (24)                                 |                                                                   | سوريا بهادور ثابا (1928–2015) المرة الخامسة                        | 5 يونيو 2003   | 3 يونيو 2004          | 364        | —          | حزب راستريا براجاتانترا                             |                                     |
|      | (32)                                 |                                                                   | شير بهادور ديوبا (مواليد 1946) المرة الثالثة                       | 3 يونيو 2004   | 1 فبراير 2005 (مخلوع) | 243        | —          | المؤتمر النيبالي (الديمقراطي)                       |                                     |
| —    | —                                    |                                                                   | الحكم المباشر للملك جيانيندرا بير بيكرام شاه (مواليد 1947)         | 1 فبراير 2005  | 25 أبريل 2006         | 448        | —          | —                                                   |                                     |
|      | (30)                                 |                                                                   | جيريجا براساد كويرالا (1924–2010) المرة الرابعة                    | 25 أبريل 2006  | 28 مايو 2008          | 764        | —          | المؤتمر النيبالي                                    |                                     |

## رؤساء وزراءجمهورية نيبال الديمقراطية الاتحادية(2008–الآن)
| No.                                | No.  | الصورة                                       | الاسم (الميلاد–الوفاة)                                          | فترة الحكم     | فترة الحكم     | فترة الحكم | الانتخابات               | الحزب                                               | الحكومة            | الرئيس (الفترة)                                               |
| No.                                | No.  | الصورة                                       | الاسم (الميلاد–الوفاة)                                          | استلم المنصب   | ترك المنصب     | الأيام     | الانتخابات               | الحزب                                               | الحكومة            | الرئيس (الفترة)                                               |
| ---------------------------------- | ---- | -------------------------------------------- | --------------------------------------------------------------- | -------------- | -------------- | ---------- | ------------------------ | --------------------------------------------------- | ------------------ | ------------------------------------------------------------- |
|                                    | (30) |                                              | جيريجا براساد كويرالا (1924–2010) المرة الخامسة                 | 28 مايو 2008   | 18 أغسطس 2008  | 82         | —                        | المؤتمر النيبالي                                    |                    | جيريجا براساد كويرالا (2007–2008) (القائم بأعمال رئيس الدولة) |
|                                    | 33   |                                              | بوشبا كمال دحل (مواليد 1954) نائب عن كاتماندو 10 المرة الأولى   | 18 أغسطس 2008  | 25 مايو 2009   | 280        | 2008 (الجمعية التأسيسية) | الحزب الشيوعي النيبالي الموحد (الماوي)              | دحل الأولى         | رام باران ياداف (2008–2015)                                   |
|                                    | 34   |                                              | مادهاف كومار نيبال (مواليد 1953) رشح لعضوية الجمعية التأسيسية   | 25 مايو 2009   | 6 فبراير 2011  | 622        | 2008 (الجمعية التأسيسية) | الحزب الشيوعي النيبالي (الماركسي - اللينيني الموحد) | كومار نيبال        | رام باران ياداف (2008–2015)                                   |
| 35                                 |      | جهالاناث خانال (مواليد 1950) نائب عن إيلام 1 | 6 فبراير 2011                                                   | 29 أغسطس 2011  | 204            | خانال      | 2008 (الجمعية التأسيسية) | الحزب الشيوعي النيبالي (الماركسي - اللينيني الموحد) |                    | رام باران ياداف (2008–2015)                                   |
|                                    | 36   |                                              | بابورام بهاتاري (مواليد 1954) نائب عن قورخا 2                   | 29 أغسطس 2011  | 14 مارس 2013   | 563        | 2008 (الجمعية التأسيسية) | الحزب الشيوعي النيبالي الموحد (الماوي)              | بهاتاري            | رام باران ياداف (2008–2015)                                   |
|                                    | —    |                                              | خيل راج ريجمي (مواليد 1949) رئيس مجلس الوزراء                   | 14 مارس 2013   | 11 فبراير 2014 | 334        | —                        | مستقل                                               | راج ريجمي          | رام باران ياداف (2008–2015)                                   |
|                                    | 37   |                                              | سوشيل كويرالا (1939–2016) نائب عن لينك 3                        | 11 فبراير 2014 | 12 أكتوبر 2015 | 608        | 2013 (الجمعية التأسيسية) | المؤتمر النيبالي                                    | سوشيل كويرالا      | رام باران ياداف (2008–2015)                                   |
|                                    | 38   |                                              | كي بي شارما أولي (مواليد 1952) نائب عن جابا 7 المرة الأولى      | 12 أكتوبر 2015 | 4 أغسطس 2016   | 297        | 2013 (الجمعية التأسيسية) | الحزب الشيوعي النيبالي (الماركسي - اللينيني الموحد) | أولى الأولى        | رام باران ياداف (2008–2015)                                   |
| بيديا ديفي بنداري (2015–في المنصب) | 38   |                                              | كي بي شارما أولي (مواليد 1952) نائب عن جابا 7 المرة الأولى      | 12 أكتوبر 2015 | 4 أغسطس 2016   | 297        | 2013 (الجمعية التأسيسية) | الحزب الشيوعي النيبالي (الماركسي - اللينيني الموحد) | أولى الأولى        |                                                               |
|                                    | (33) |                                              | بوشبا كمال دحل (مواليد 1954) نائب عن كاتماندو 10 المرة الثانية  | 4 أغسطس 2016   | 7 يونيو 2017   | 307        | 2013 (الجمعية التأسيسية) | الحزب الشيوعي النيبالي الموحد (الماوي)              | حكومة دحل الثانية  |                                                               |
|                                    | (32) |                                              | شير بهادور ديوبا (مواليد 1946) نائب عن دادلدورا 1 المرة الرابعة | 7 يونيو 2017   | 15 فبراير 2018 | 253        | 2013 (الجمعية التأسيسية) | المؤتمر النيبالي                                    | ديوبا الرابعة      |                                                               |
|                                    | (38) |                                              | كاي بي شارما أولي (مواليد 1952) نائب عن جابا 7 المرة الثانية    | 15 فبراير 2018 | 13 مايو 2021   | 1183       | 2017                     | الحزب الشيوعي النيبالي (الماركسي - اللينيني الموحد) | أولى الثانية       |                                                               |
| المرة الثالثة عضو أقلية            | (38) | 13 مايو 2021                                 | 13 يوليو 2021                                                   | 60             |                |            | 2017                     | الحزب الشيوعي النيبالي (الماركسي - اللينيني الموحد) | أولى الثانية       |                                                               |
|                                    | (32) |                                              | شير بهادور ديوبا (مواليد 1946) نائب عن دادلدورا 1 المرة الخامسة | 13 يوليو 2021  | 26 ديسمبر 2022 | 531        | 2017                     | المؤتمر النيبالي                                    | ديوبا الخامسة      |                                                               |
|                                    | (33) |                                              | بوشبا كمال داهال (مواليد 1954) نائب عن جورخا 2 المرة الثالثة    | 26 ديسمبر 2022 | 15 يوليو 2024  | 567        | 2022                     | الحزب الشيوعي النيبالي                              | دحال الثالثة       | رام شاندرا بودل (2023–حاليا)                                  |
|                                    | (38) |                                              | كي بي شارما أولي (مواليد 1952) نائب Jhapa 5 المرة الرابعة       | 15 يوليو 2024  | حاليا          | 348        | 2022                     | الحزب الشيوعي النيبالي (الماركسي - اللينيني الموحد) | حكومة أولي الرابعة | رام شاندرا بودل (2023–حاليا)                                  |

## رؤساء وزراء سابقون على قيد الحياة
اعتبارًا من مارس 2025، هناك سبعة رؤساء وزراء سابقين على قيد الحياة.
| الصورة | رئيس الوزراء          | الفترة | تاريخ الميلاد |
| ------ | --------------------- | --- | ------------- |
|        | لوكيندرا بهادور تشاند | 12 يوليو 1983 - 21 مارس 1986؛ 6 أبريل - 19 أبريل 1990؛ 12 مارس - 7 أكتوبر 1997؛ 11 أكتوبر 2002-5 يونيو 2003 |               |
|        | بوشبا كمال دحل        | 18 أغسطس 2008-25 مايو 2009؛ 4 أغسطس 2016-7 يونيو 2017                                                       |               |
|        | مادهاف كومار نيبال    | 25 مايو 2009 - 6 فبراير 2011                                                                                |               |
|        | جهالاناث خانال        | 11 فبراير - 29 أغسطس 2011                                                                                   |               |
|        | بابورام بهاتاري       | 29 أغسطس 2011-14 مارس 2013                                                                                  |               |
|        | خيل راج ريجمي         | 14 مارس 2013–11 فبراير 2014 رئيس مجلس الوزراء                                                               |               |
|        | كي بي شارما أولي      | 12 أكتوبر 2015 – 4 أغسطس 2016؛ 15 فبراير 2018 – 13 مايو 2021؛ 13 مايو – 12 يوليو 2021                       |               |

1. 1 2  Regmi 1975، صفحة 272.
2. ↑  D.R. Regmi 1975، صفحة 285.
3. 1 2  Shaha 2001، صفحة 21.
4. ↑  Wright 1877، صفحة 260.
5. ↑  Karmacharya 2005، صفحة 56.
6. 1 2  Pradhan 2012، صفحة 12.
7. ↑  Vaidya & Bajracharya 1991، صفحة 9.
8. ↑  Regmi 1972، صفحة 12.
9. ↑  Regmi 1971، صفحة 12.
10. ↑  Pradhan 2012، صفحة 13.
11. ↑  Acharya 2012، صفحات 28-32.
12. ↑  Acharya 2012، صفحة 35.
13. ↑  Pradhan 2012، صفحة 25.
14. ↑  "Girija Prasad koirla prime minister". nepalnews. مؤرشف من الأصل في 2022-02-22. اطلع عليه بتاريخ 2017-12-12.
15. 1 2  "Girija prasad, acting head of state of nepal". cnn. مؤرشف من الأصل في 2021-06-15. اطلع عليه بتاريخ 2017-12-12.
16. 1 2  "Nepalese prime minister resigns". bbc. 26 يونيو 2008. مؤرشف من الأصل في 2021-05-06. اطلع عليه بتاريخ 2017-12-12.
17. ↑  "Pushpa Kamal Dahal Prachanda sworn in as new Nepal PM". هندوستان تايمز (بالإنجليزية). 4 Aug 2016. Archived from the original on 2021-07-28. Retrieved 2017-07-08.
18. ↑  "Sher Bahadur Deuba sworns in as Prime Minister". thehimalayantimes.com. 7 يونيو 2017. مؤرشف من الأصل في 2021-07-17. اطلع عليه بتاريخ 2017-07-08.
19. ↑  "PM Deuba announces resignation". The Kathmandu Post. 15 فبراير 2018. مؤرشف من الأصل في 2021-05-03. اطلع عليه بتاريخ 2018-02-15.
20. ↑  "Newly appointed PM KP Sharma Oli takes oath of office". The Kathmandu Post. 15 فبراير 2018. مؤرشف من الأصل في 2021-06-25. اطلع عليه بتاريخ 2018-02-15.
21. ↑  Subedi, Kamal. "PM Oli fails to secure parliament's confidence, what next now?". My Republica (بالإنجليزية). Archived from the original on 2021-05-14. Retrieved 2021-05-12.
22. ↑  ONLINE, THT (13 May 2021). "Oli appointed PM as opposition fails to gather numbers". The Himalayan Times (بالإنجليزية). Archived from the original on 2021-11-06. Retrieved 2021-05-15.
23. ↑  Livemint (12 Jul 2021). "Sher Bahadur Deuba to be Nepal's new prime minister orders Supreme Court". mint (بالإنجليزية). Archived from the original on 2021-07-12. Retrieved 2021-07-12.
24. ↑  "दुई दिनभित्र देउवालाई प्रधानमन्त्री बनाउन परमादेश". مؤرشف من الأصل في 2021-12-05.
25. ↑  "देउवा प्रधानमन्त्री नियुक्त, सपथको तयारी". Setopati. مؤرشف من الأصل في 2021-10-27. اطلع عليه بتاريخ 2021-07-13.
26. ↑  "यस्तो छ सर्वोच्च अदालतको आदेशको पूर्णपाठ". ratopati.com. مؤرشف من الأصل في 2021-12-05. اطلع عليه بتاريخ 2021-07-12.
27. ↑  "داهال أدى اليمين رئيسا للوزراء". kathmandupost.com (بالإنجليزية). Archived from the original on 2024-01-08. Retrieved 2022-12-26.
28. ↑  "كيه بي شارما أولي يؤدي اليمين الدستورية رئيسًا للوزراء". kathmandupost.com (بالإنجليزية). Archived from the original on 2024-08-07. Retrieved 2024-07-15.

### معلومات المراجع
- Acharya, Baburam (2012), Acharya, Shri Krishna (ed.), Janaral Bhimsen Thapa : Yinko Utthan Tatha Pattan (بالنيبالية), Kathmandu: Education Book House, p. 228, ISBN:9789937241748
- Nepal, Gyanmani (2007), Nepal ko Mahabharat (بالنيبالية) (3rd ed.), Kathmandu: Sajha, p. 314, ISBN:9789993325857
- Amatya، Shaphalya (يونيو–نوفمبر 1978)، "The failure of Captain Knox's mission in Nepal" (PDF)، Ancient Nepal، Kathmandu، ص. 9–17، مؤرشف من الأصل (PDF) في 2023-03-14، اطلع عليه بتاريخ 2013-01-11
- Pradhan، Kumar L. (2012)، Thapa Politics in Nepal: With Special Reference to Bhim Sen Thapa, 1806–1839، New Delhi: Concept Publishing Company، ص. 278، ISBN:9788180698132، مؤرشف من الأصل في 2023-04-14
- Karmacharya، Ganga (2005)، Queens in Nepalese Politics: an account of roles of Nepalese queens in state affairs, 1775-1846، Nepal: Educational Publishing House، ISBN:9789994633937، مؤرشف من الأصل في 2023-01-15
- Pahari، Anup (1995)، The Origins, Growth and Dissolution of Feudalism in Nepal: A Contribution to the Debate on Feudalism in Non-European Societies، University of Wisconsin--Madison، ج. 4، مؤرشف من الأصل في 2022-11-12
- Raj، Prakash A. (1996)، Brahmins of Nepal، Nabeen Publications، ISBN:9780785573661، مؤرشف من الأصل في 2022-11-12
- Regmi، Mahesh Chandra (1971). Regmi Research Series (PDF). Regmi Research Centre. ج. 03. مؤرشف من الأصل (PDF) في 2023-05-31.
- Regmi، Mahesh Chandra (1972). Regmi Research Series (PDF). Regmi Research Centre. ج. 04. مؤرشف من الأصل (PDF) في 2023-04-09.
- Shaha، Rishikesh (1990)، Modern Nepal 1769–1885، Riverdale Company، ISBN:0-913215-64-3، مؤرشف من الأصل في 2023-01-15
- Shaha، Rishikesh (2001)، An Introduction of Nepal، Kathmandu: Ratna Pustak Bhandar، مؤرشف من الأصل في 2023-01-15
- D.R. Regmi (1975)، Modern Nepal، Firma K.L. Mukhopadhyay، ج. 1، ISBN:0883864916، مؤرشف من الأصل في 2023-01-15
- Wright، Daniel (1877)، History of Nepal، Cambridge University Press، مؤرشف من الأصل في 2023-05-18

## روابط خارجية
- الموققع الرسمي لرئيس وزراء نيبال